# سیانو (سوریه)
سیانو (به عربی: سیانو) یک منطقهٔ مسکونی در سوریه است که در منطقه جبله واقع شده‌است. سیانو ۴٬۷۸۴ نفر جمعیت دارد.